# Guerre non conventionnelle

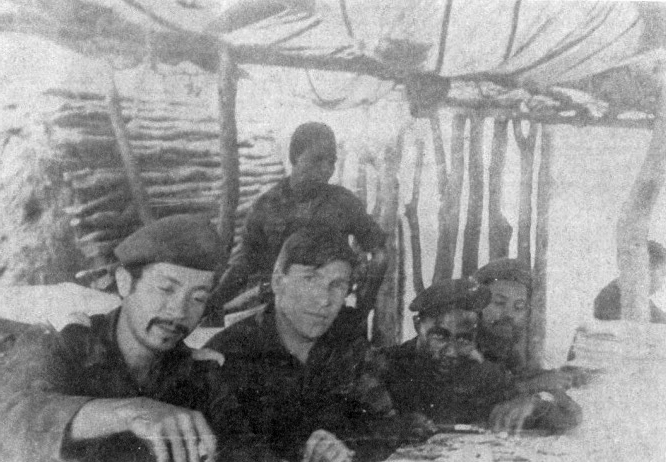
Membres de l'Armée rouge instruisant des insurgés de l'Organisation du peuple du Sud-Ouest africain.

La guerre non conventionnelle (unconventional warfare) signifie, au sens large, des « opérations militaires et quasi-militaires qui ne correspondent pas à la guerre conventionnelle » et peut recouvrir des armées secrètes, la subversion ou des tactiques de guérilla. Le recours à ces méthodes vise typiquement à éviter une escalade vers la guerre conventionnelle ainsi qu'à se soustraire aux conventions internationales.

## Description
Outre la définition ci-dessus, la guerre non conventionnelle est aussi décrite ainsi :

« Il existe un autre type de guerre — nouveau par son intensité, ancien par ses origines — : c'est la guerre au moyen de guérillas, d'agents perturbateurs, d'insurgés, d'assassins ; la guerre par des embuscades au lieu du combat, par l'infiltration au lieu de l'agression, qui vise la victoire en érodant et en usant l'ennemi au lieu de le retrouver sur le un champ de bataille. Ce type de guerre déploie un harcèlement de l'adversaire en semant la zizanie dans la population. »

## Méthodes et organisation

Guerre non conventionnelle des organisations de guérilla.

La guerre non conventionnelle vise la population civile sur le plan psychologique et s'efforce d'en obtenir le soutien ; les attaques contre les institutions militaires et politiques ne visent qu'à cette fin, pour que l'efficacité militaire de l'adversaire soit neutralisée. Des tactiques de guerre conventionnelle limitées peuvent servir dans un cadre non conventionnel pour offrir une démonstration de puissance, et non pour réduire les capacités militaires de l'adversaire. Outre l'emploi très limité d'armes traditionnelles, le belligérant s'appuie sur des méthodes particulières contre l'armée : frappe aérienne, arme nucléaire, engins incendiaires, etc.
Des membres des forces spéciales, infiltrées très profondément en terrain ennemi, sont utilisées à des fins non conventionnelles pour entraîner, équiper et conseiller les habitants locaux qui s'opposent à leur propre gouvernement. Ces membres peuvent aussi semer subversion et propagande, tout en aidant les résistants locaux, afin de nourrir l'hostilité contre le gouvernement et l'obliger à capituler. Les tactiques déployées sont la destruction de cibles militaires tout en préservant les infrastructures civiles et le blocus des approvisionnements militaires pour saper le moral des soldats gouvernementaux.
Le département de la Défense des États-Unis décrit la guerre non conventionnelle comme les activités menées pour qu'un mouvement de résistance ou d'insurrection parvienne à contraindre, à déstabiliser ou à renverser un gouvernement ou une puissance occupante en s'appuyant sur des soldats clandestins, auxiliaires et partisans dans des zones interdites.

## Histoire
L'avènement de l'Âge atomique a changé, de manière irréversible, la philosophie qui présidait aux guerres conventionnelles et a démontré la nécessité de dissimuler les auteurs de ce type d'actions aux États hostiles. L'ère de la guerre asymétrique ou non conventionnelle et du terrorisme a commencé.
L'un des premiers ouvrages sur le sujet est Manpower and Atomic War, dans lequel Edward Fitzpatrick (en) décrit « le prochain type de guerre : guerre technologique, guerre de machines ou guerre atomique ».
La stratégie consistant à s'appuyer sur des méthodes de soft power et s'adresser aux civils plutôt qu'aux militaires est toutefois plus ancienne, notamment comme instrument de déstabilisation contre des républiques. Ces méthodes se sont développées comme des instruments au service du national-socialisme et du néolibéralisme et elles évoluent aussi dans d'autres doctrines.